# Ништавци
Ништавци су насељено мјесто у граду Приједор, Република Српска, БиХ. Према попису становништва из 1991. у насељу је живјело 307 становника.

## Привреда
Становници се претежно баве пољопривредом (сточарством, ратарством, свињарством).

## Демографија
Становници овог села су претежно православни Срби, а постоји и неколико бошњачких кућа.
| Демографија | Демографија | Демографија |
| Година      | Становника  | Становника  |
| ----------- | ----------- | ----------- |
| 1961.       | 332         |             |
| 1971.       | 284         |             |
| 1981.       | 293         |             |
| 1991.       | 307         |             |

## Знамените личности
У Ништавцима је рођен Ратко Дарда који је освојио бронзану медаљу на Свјетској математичкој олимпијади у Амстердаму 2011.